# Baosi
Baosi (chinês tradicional: 褒姒, pinyin: Bāo Sì, Wade-Giles: Pao Ssu) foi uma concubina do rei You de Zhou, e mais tarde sua rainha consorte. Ela viveu na China durante o período da dinastia Zhou Ocidental, e nos primeiros dias do período da dinastia Zhou Oriental, após a morte de seu marido. Sua vida transcorreu, aproximadamente, entre os anos de 792 a 771 a.C. Ela é considerada uma das mulheres mais belas da História. 

## Biografia
Baosi nasceu num pequeno estado chamado Bao, vassalo da dinastia Zhou. Quando muito jovem, ela foi levada para ser uma concubina do senhor de Bao, por ser extremamente bela. Em certa ocasião, o estado de Bao não pôde pagar seus tributos regulares e foi sitiado pelo exército do rei You. Baosii foi levada para a cidade de Haojing como parte dos espólios do rei. Ela tinha apenas treze anos de idade na época, mas o rei também era um jovem de apenas dezesseis anos. 
Uma vez em Haojing, o rei apaixonou-se por Baosi à primeira vista. Mas como toda a sua vida havia sido uma grande frustração, com sua infância renegada e seus desejos pessoais ignorados, e sendo forçada a servir de atrativo sexual para um estranho, Baosi era extremamente melancólica e triste. O rei enlouqueceu tentando fazê-la sorrir, mas nenhuma de suas tentativas teve sucesso. Ele lhe dava roupas caras, joias e comida farta; convocava músicos, bobos e contadores de histórias, e dava grandes festas o tempo todo, mas Baosi não mostrava interesse em nenhuma dessas coisas. O rei a levava consigo para suas caçadas nos bosques e passava o dia inteiro, todos os dias, fazendo-lhe todos os mimos possíveis. Baosi reconhecia seu esforço, mas não se sentia atraída por ele; antes sentia-se molestada. 
Quando ela deu à luz um filho do rei, Bofu, ele tomou uma atitude infeliz para agradar sua concubina favorita: ele expulsou sua esposa, a rainha Shen, e seu herdeiro, o príncipe Yijiu, e os mandou de volta para o estado de Shen, governado pelo pai da rainha. Assim o rei pôde tornar Baosi a nova rainha e Bofu o novo príncipe herdeiro. Visto que ela continuava recusando-se a esboçar um único sorriso, o rei desesperou-se e convocou seus oficiais para propor um desafio: quem pudesse fazer a rainha sorrir receberia mil peças de ouro como recompensa. Um oficial corrupto chamado Guo Shifu sugeriu que ele enganasse os aliados emitindo um falso sinal de ataque através do farol do Monte Li. O rei gostou da ideia e levou Baosi para o topo do monte para assistir à cena. Ao ver a chama do farol clareando o céu, os governadores dos estados aliados moveram seus exércitos para a capital apressadamente, mas ao chegarem viram apenas o rei acenando e dizendo que não havia perigo. Baosi gostou da brincadeira e sorriu esplendorosamente, para a admiração de todos. 
O rei ficou tão contente que repetiu a mesma pegadinha várias vezes, perdendo assim a confiança dos vassalos. Um dia, porém, os inimigos vieram de fato, liderados pelo pai da antiga rainha, o marquês de Shen, e sitiaram o rei com seu exército no Monte Li. Ao acender o farol pedindo ajuda, o rei não recebeu um único soldado de seus aliados. Então os inimigos saquearam a capital, mataram Bofu e capturaram Baosi. O rei lutou com eles liderando um modesto contingente de homens desesperados, mas todos eles foram exterminados nas encostas do Monte Li, e Baosi chorou. O rei tinha vinte e quatro anos na época, e Baosi tinha apenas vinte e um.
O marquês de Shen sentiu pena dela, e ao invés de matá-la como fez com os outros, deu-lhe uma oferta generosa em ouro e mandou que deixasse a China. Baosi não via mais sentido na própria vida, e sua tristeza cresceu a um nível insuportável. Então, tomando coragem, ela tirou a própria vida para encerrar seu sofrimento. Diz-se que, ao final da vida, ela havia aprendido a amar o rei.